# Roquettes

Roquettes este o comună în departamentul Haute-Garonne din sudul Franței. În 2009 avea o populație de 3.561 de locuitori.

## Evoluția populației
| An        | 1975 | 1982  | 1990  | 1999  | 2006  | 2009  |
| --------- | ---- | ----- | ----- | ----- | ----- | ----- |
| Populație | 493  | 2.200 | 2.801 | 3.285 | 3.441 | 3.561 |